# Hamburger Bezirksversammlungswahlen 2024
Die Bezirksversammlungswahlen in Hamburg 2024 fanden am 9. Juni 2024 statt. Wie bei den Bezirksversammlungswahlen in Hamburg 2019 fand am selben Tag die Europawahl statt.
Neu gewählt wurden die Mitglieder aller Bezirksversammlungen in den sieben Bezirken, aus insgesamt 54 Wahlkreisen. Es waren insgesamt zehn Parteien zur Wahl zugelassen.

## Wahlrecht
Das aktive Wahlrecht haben alle Deutschen und Unionsbürger, die das 16. Lebensjahr vollendet und seit mindestens drei Monaten ihren Hauptwohnsitz in dem jeweiligen Bezirk haben. Außerdem dürfen wohnungslose Menschen wählen, die ihren gewöhnlichen Aufenthalt in dem jeweiligen Bezirk haben. Wählbar sind alle Deutschen und Unionsbürger mit Wohnsitz in dem jeweiligen Bezirk, die das 16. Lebensjahr vollendet haben.

## Ergebnisse
| Wahlberechtigte              | Wahlberechtigte              | Wahlberechtigte              | 1.415.890 | 1.415.890        |       |
| Wählende                     | Wählende                     | Wählende                     | 883.126   | 883.126          |       |
| Wahlbeteiligung (in Prozent) | Wahlbeteiligung (in Prozent) | Wahlbeteiligung (in Prozent) | 62,4 %    | 62,4 %           |       |
| Gültige Stimmen              | Gültige Stimmen              | Gültige Stimmen              | 4.252.488 | 4.252.488        |       |
| Partei                       | Partei                       | Stimmen                      | Prozent   | Differenz (2019) | Sitze |
|                              | SPD                          | 1.074.423                    | 25,3 %    | +1,3 %           | 92    |
|                              | GRÜNE                        | 1.004.934                    | 23,6 %    | −7,7 %           | 81    |
|                              | CDU                          | 917.065                      | 21,6 %    | +3,4 %           | 78    |
|                              | Linke                        | 403.652                      | 9,5 %     | −1,2 %           | 36    |
|                              | AfD                          | 374.968                      | 8,8 %     | +2,5 %           | 34    |
|                              | FDP                          | 273.107                      | 6,4 %     | −0,2 %           | 21    |
|                              | Volt*                        | 165.397                      | 3,9 %     | +3,9 %           | 15    |
|                              | RHG – Klimaschutz hier!*     | 16.726                       | 0,4 %     | +0,4 %           | —     |
|                              | Freie Wähler*                | 14.060                       | 0,3 %     | −0,1 %           | —     |
|                              | Piraten*                     | 8.156                        | 0,2 %     | −1,1 %           | —     |

* Nicht in allen Bezirken angetreten